# Mauswinkel
Mauswinkel ist ein Ortsteil der Gemeinde Birstein im hessischen Main-Kinzig-Kreis. Zum Ort gehört der Weiler Entenfang. Der Ort liegt im unteren Vogelsberg 5,5 km nordwestlich von Birstein am Riedbach. Durch den Ort verläuft die Kreisstraße 4.

## Geschichte

### Ortsgeschichte
Die ältesten bekannten Erwähnungen des Orts erfolgten im Jahr 1594 unter den Bezeichnungen „Meuswinckeler Hof“ und Entenfangshof, und bereits 1598 wurde er als Mauswinkel bezeichnet.
Das Dorf kam 1816 nach dem Wiener Kongress vom Fürstentum Isenburg-Birstein zum Kurfürstentum Hessen und mit der preußischen Annexion Kurhessens 1866 an Preußen.
Hessische Gebietsreform (1970–1977)
Im Zuge der Gebietsreform in Hessen fusionierten zum 1. Juli 1971 die bis dahin selbständigen Gemeinden Lichenroth, Mauswinkel, Wüstwillenroth, Wettges und Völzberg freiwillig zur neuen Gemeinde Oberland. Bereits im Mai 1972 wurde von Seiten der hessischen Landesregierung ein Anhörungsverfahren eingeleitet mit dem Ziel, den Zusammenschluss der bisherigen Gemeinden Birstein (mit Ortsteilen), Katholisch-Willenroth und Oberland zu einer neuen Großgemeinde herbeizuführen. Die Eingliederung der Gemeinde Oberland in die Gemeinde Birstein erfolgte schließlich kraft Landesgesetz mit Wirkung vom 1. Juli 1974. Für Mauswinkel, wie für alle eingegliederten ehemals eigenständigen Gemeinden von Birstein, wurde ein Ortsbezirk mit Ortsbeirat und Ortsvorsteher nach der Hessischen Gemeindeordnung gebildet.

### Verwaltungsgeschichte im Überblick
Die folgende Liste zeigt die Staaten und Verwaltungseinheiten, denen Mauswinkel angehört(e):
- vor 1806: Heiliges Römisches Reich, Fürstentum Isenburg-Birstein, Gericht Reichenbach (oder Birstein)
- ab 1806: Fürstentum Isenburg (Rheinbund),[Anm. 2] Gericht Reichenbach oder Birstein
- ab 1813: Generalgouvernement Frankfurt,[Anm. 3] Gericht Reichenbach
- ab 1815: Kaisertum Österreich,[Anm. 4] Gericht Reichenbach
- ab 1816: Kurfürstentum Hessen,[Anm. 5] Amt Wenings, Gericht Reichenbach
- ab 1821: Kurfürstentum Hessen, Kreis Salmünster[Anm. 6]
- ab 1830: Kurfürstentum Hessen, Kreis Gelnhausen
- ab 1848: Kurfürstentum Hessen, Bezirk Hanau
- ab 1851: Kurfürstentum Hessen, Kreis Gelnhausen
- ab 1867: Königreich Preußen,[Anm. 7] Provinz Hessen-Nassau, Regierungsbezirk Kassel, Kreis Gelnhausen
- ab 1871: Deutsches Reich, Königreich Preußen, Provinz Hessen-Nassau, Regierungsbezirk Kassel, Kreis Gelnhausen
- ab 1918: Deutsches Reich,[Anm. 8] Freistaat Preußen, Provinz Hessen-Nassau, Regierungsbezirk Kassel, Kreis Gelnhausen
- ab 1944: Deutsches Reich, Freistaat Preußen, Provinz Kurhessen, Landkreis Gelnhausen
- ab 1945: Amerikanische Besatzungszone,[Anm. 9] Groß-Hessen, Regierungsbezirk Wiesbaden, Landkreis Gelnhausen
- ab 1946: Amerikanische Besatzungszone, Hessen, Regierungsbezirk Wiesbaden, Landkreis Gelnhausen
- ab 1949: Bundesrepublik Deutschland, Hessen, Regierungsbezirk Wiesbaden, Landkreis Gelnhausen
- ab 1968: Bundesrepublik Deutschland, Hessen, Regierungsbezirk Darmstadt, Landkreis Gelnhausen
- ab 1971: Bundesrepublik Deutschland, Land Hessen, Regierungsbezirk Darmstadt, Landkreis Gelnhausen, Gemeinde Oberland
- ab 1974: Bundesrepublik Deutschland, Land Hessen, Regierungsbezirk Darmstadt, Main-Kinzig-Kreis, Gemeinde Birstein

## Bevölkerung
Einwohnerstruktur 2011
Nach den Erhebungen des Zensus 2011 lebten am Stichtag dem 9. Mai 2011 in Mauswinkel 240 Einwohner. Darunter waren 3 (1,3 %) Ausländer. Nach dem Lebensalter waren 33 Einwohner unter 18 Jahren, 99 zwischen 18 und 49, 57 zwischen 50 und 64 und 51 Einwohner waren älter. Die Einwohner lebten in 84 Haushalten. Davon waren 15 Singlehaushalte, 21 Paare ohne Kinder und 39 Paare mit Kindern, sowie 9 Alleinerziehende und 3 Wohngemeinschaften. In 15 Haushalten lebten ausschließlich Senioren und in 51 Haushaltungen lebten keine Senioren.
Einwohnerentwicklung
- 1666: 16 Haushaltungen[1]
- 1770: 24 Haushaltungen[1]

| Mauswinkel: Einwohnerzahlen von 1834 bis 2023 | Mauswinkel: Einwohnerzahlen von 1834 bis 2023 | Mauswinkel: Einwohnerzahlen von 1834 bis 2023 | Mauswinkel: Einwohnerzahlen von 1834 bis 2023 | Mauswinkel: Einwohnerzahlen von 1834 bis 2023 |
| --- | --------------------------------------------- | --------------------------------------------- | --------------------------------------------- | --------------------------------------------- |
| Jahr |                                               |                                               |                                               | Einwohner                                     |
| 1834 | 1834                                          |                                               | 216                                           | 216                                           |
| 1840 | 1840                                          |                                               | 224                                           | 224                                           |
| 1846 | 1846                                          |                                               | 238                                           | 238                                           |
| 1852 | 1852                                          |                                               | 232                                           | 232                                           |
| 1858 | 1858                                          |                                               | 228                                           | 228                                           |
| 1864 | 1864                                          |                                               | 242                                           | 242                                           |
| 1871 | 1871                                          |                                               | 244                                           | 244                                           |
| 1875 | 1875                                          |                                               | 242                                           | 242                                           |
| 1885 | 1885                                          |                                               | 253                                           | 253                                           |
| 1895 | 1895                                          |                                               | 243                                           | 243                                           |
| 1905 | 1905                                          |                                               | 266                                           | 266                                           |
| 1910 | 1910                                          |                                               | 241                                           | 241                                           |
| 1925 | 1925                                          |                                               | 267                                           | 267                                           |
| 1939 | 1939                                          |                                               | 240                                           | 240                                           |
| 1946 | 1946                                          |                                               | 323                                           | 323                                           |
| 1950 | 1950                                          |                                               | 338                                           | 338                                           |
| 1956 | 1956                                          |                                               | 325                                           | 325                                           |
| 1961 | 1961                                          |                                               | 300                                           | 300                                           |
| 1967 | 1967                                          |                                               | 288                                           | 288                                           |
| 1970 | 1970                                          |                                               | 276                                           | 276                                           |
| 1980 | 1980                                          |                                               | ?                                             | ?                                             |
| 1990 | 1990                                          |                                               | ?                                             | ?                                             |
| 2000 | 2000                                          |                                               | ?                                             | ?                                             |
| 2011 | 2011                                          |                                               | 240                                           | 240                                           |
| 2023 | 2023                                          |                                               | 230                                           | 230                                           |
| Datenquelle: Historisches Gemeindeverzeichnis für Hessen: Die Bevölkerung der Gemeinden 1834 bis 1967. Wiesbaden: Hessisches Statistisches Landesamt, 1968. Weitere Quellen: LAGIS; Gemeinde Birstein:; Zensus 2011{ |                                               |                                               |                                               |                                               |

 Historische Religionszugehörigkeit
| • 1885: | 223 evangelische (= 88,14 %), ein katholischer (= 0,40 %), 25 anderes christliche-konfessioneller (= 9,88 %), 4 jüdische (= 1,58 %) Einwohner |
| • 1961: | 265 evangelische (= 88,33 %), 31 katholische (= 10,33 %) Einwohner                                                                            |

## Politik
Für Mauswinkel besteht ein Ortsbezirk (Gebiete der ehemaligen Gemeinde Mauswinkel) mit Ortsbeirat und Ortsvorsteher nach der Hessischen Gemeindeordnung.
Der Ortsbeirat besteht aus fünf Mitgliedern. Bei den Kommunalwahlen in Hessen 2021 betrug die Wahlbeteiligung zum Ortsbeirat 66,8 %. Alle Kandidaten gehörten der „Einheitsliste Mauswinkel“ an. Der Ortsbeirat wählte Gabriele Fuchs zur Ortsvorsteherin.

## Kultur und Sehenswürdigkeiten

### Kulturdenkmäler
Siehe: Liste der Kulturdenkmäler in Birstein#Mauswinkel

### Vereine
- Frauenverein Mauswinkel
- Freiwillige Feuerwehr Mauswinkel
- Jugendgruppe Mauswinkel
- Jagdgenossenschaft Mauswinkel
- VdK Kirchbracht

### Das Dolle Dorf
Am 22. Januar 2015 wurde Mauswinkel in der hessenschau als „Dolles Dorf“ porträtiert. Die Einwohner zeigten in der Sendung ihr Dorf. Bei der Wahl zum „Dollen Dorf 2016“ setzten sich die Mauswinkler im April 2016 ins Bild. Mit 64,9 % der Stimmen gewannen die Einwohner gegen die Konkurrenten im Hessenquiz und qualifizierten sich so für die Teilnahme an der Endrunde beim Hessentag am 22. Mai 2016. In Herborn wurde Mauswinkel zum „viertdollsten Dorf 2016“ gekürt.

## Wirtschaft und Infrastruktur
- Südlich des Ortes befindet sich ein 21.000 m² großes Gewerbegebiet.
- An der Gemarkungsgrenze zu Wüstwillenroth wurde 1997–1998 ein Windpark mit je zwei Anlagen auf dem Gebiet von Mauswinkel und Wüstwillenroth errichtet. Die Betreiber waren mit je zwei Windkraftanlagen der Typen Enercon E-40/5.40 und Wind World W4200 die Naturenergie Main-Kinzig (Tochterfirma der Kreiswerke Main-Kinzig) und die OVAG).[12][13] Die Gesamtnennleistung betrug 2 MW. 2014 wurden die beiden Enercon E-40/5.40 der Naturenergie Main-Kinzig sowie eine WindWorld W4200 der  HessenEnergie zurückgebaut, letztere wegen eines geplanten Repowerings. Seither ist nur noch eine WindWorld W4200 mit 500 kW Nennleistung in Betrieb.